# 渡辺球
渡辺 球（わたなべ きゅう、1967年12月23日 - ）は日本の小説家。本名は渡邊健（わたべ けん）。

## 経歴
- 千葉県流山市出身。
- 1991年、学習院大学法学部法学科卒業。
- 東京海上システム開発株式会社勤務を経て、団体職員。
- 2003年、『象の棲む街』で第15回日本ファンタジーノベル大賞優秀賞を受賞。
- 2011年、『俺たちの宝島』で第7回酒飲み書店員大賞を受賞。

## 作品
- 『象の棲む街』 2003年　新潮社　ISBN 4-10-464601-6
- 『俺たちの宝島』　2006年　講談社　ISBN 4-06-213302-4
- 『べろなし』　2007年　講談社　ISBN 4-06-214021-7
- 『捕食』　2011年　角川書店　ISBN 4-04-394434-9

## 寄稿誌・アンソロジー収録作品
- 「仕える人々」2018年12月『万象』惑星と口笛ブックス
- 「走馬燈」2021年2月『万象ふたたび』惑星と口笛ブックス